# Litoria andiirrmalin
Litoria andiirrmalin és una espècie de granota que viu a Austràlia.